# Norval Sinclair Marley
Norval Sinclair Marley fue el padre del músico de reggae Bob Marley.
Norval Marley nació en Reino Unido. Hijo de Ellen Broomfield y Albert Thomas Marley. Viajó desde Estados Unidos a Inglaterra, donde se unió al ejército británico en agosto de 1916 en Liverpool, para prepararse en «Royal Pioneer Corps» (servicio doméstico). Antes había sido empleado de Ferro-Concreter en Cuba.
La madre de Bob Marley, Cedella Malcolm (más conocida como Cedella Booker) comenzó su romance con el capitán Marley, cuando él tenía 60 años y ella no tenía más de 17 años. Él se trasladó por motivos de trabajo a Santa Ana, donde Cedella había crecido y vivido.
Ella dio a luz a su hijo Robert Nesta el 6 de febrero de 1945. La pareja se separó después de un breve periodo de tiempo. Bob Marley, en su propia biografía admitió que nunca llegó a ver a su padre.
Bob tenía unos diez años cuando Norval Marley sufre de un ataque al corazón, muriendo en 1955.